# Begraafplaats van Berclau
De Begraafplaats van Berclau is een gemeentelijke begraafplaats in Berclau, een deel van de Franse gemeente Billy-Berclau in het departement Pas-de-Calais. De begraafplaats ligt er naast de Église Notre-Dame.

## Britse oorlogsgraven
Op de begraafplaats bevindt zich een Brits militair perk uit de Tweede Wereldoorlog. Het telt 7 graven, waarvan er een niet is geïdentificeerd. De graven worden onderhouden door de Commonwealth War Graves Commission. In de CWGC-registers is de begraafplaats opgenomen als Billy-Berclau (Berclau) Communal Cemetery. 